# In Concert
In Concert er et livealbum af The Dubliners udgivet i 1965. Det er produceret af Nathan Jospeh og er bandets andet album. Det blev optaget i Cecil Sharpe House, London d. 4. december 1964.
Da albummet blev optaget var The Dubliners blevet en kvintet. Luke Kelly havde forladt bandet for en stund, mens John Sheahan og Bobby Lynch havde sluttet sig til dem. Dette er den eneste plade, hvor Bobby Lynch medvirker, da han forlod bandet igen, da Luke Kelly kom tilbage.
John Sheahan har været med i bandet lige siden, og blev senere deres manager.

## Spor[2]

### Side Et
1. Roddy McCorley – 3:47
2. The Twang Man – 2:12
3. Reels: The Sligo Maid & Colonel Rodney – 2:13
4. The Woman from Wexford – 2:42
5. The Patriot Game – 4:23
6. Roisin Dubh – 4:06
7. Air fa la la lo – 3:44

### Side To
1. Peggy Lettermore – 1:49
2. Easy and Slow – 2:59
3. Reel: My Love is in America – 2:07
4. The Kerry Recruit – 4:16
5. The Old Orange Flute – 2:58
6. Reels: The Donegal Reel & The Longford Collector" – 2:10
7. Leaving of Liverpool – 4:58